# Presidència de les Corts Valencianes
La presidència de les Corts Valencianes és la màxima representació de la cambra parlamentària del País Valencià, les Corts. El president o presidenta de les Corts presideix la Mesa i les sessions plenàries entre altres funcions.
Actualment i des del juny de 2023 és María de los Llanos Massó Linares, de Vox.

## Elecció
La seua elecció és realitzada pels diputats i diputades de les Corts en sistema de vot personal i secret. Per a l'elecció, cada diputat escriu un únic nom en la papereta de vot i resulta elegit qui n'obté la majoria absoluta (50 en l'actualitat). Si en la primera votació cap de les diputades i diputats aconseguix l'esmentada majoria, es repetix l'elecció entre les o els dos diputats/des que més s'hagen aproximat. En resulta elegit qui obtinga més vots. En cas d'empat, es repetix la votació i, si després de quatre votacions persistix l'empat, resulta elegida la candidata o el candidat que forme part de la candidatura més votada en les eleccions.

## Funcions
La presidenta o president dirigix i coordina l'acció de la Mesa, òrgan de govern de les Corts, així com la Junta de Síndics. Exercix la representació de la cambra, assegura la bona marxa dels treballs, dirigix els debats, en manté l'ordre i ordena els pagaments, sense perjuí de les delegacions que puga conferir. Correspon a la presidència complir i fer complir el reglament, interpretar-lo en els casos de dubte i suplir-lo en els d'omissió.

## Llista de presidents de les Corts
| No. | Nom                      |               | Partit       | Partit                                     | Inici           | Final             | Legs. | Refs.             |
| --- | ------------------------ | ------------- | ------------ | ------------------------------------------ | --------------- | ----------------- | ----- | ----------------- |
| 1   | Antonio García           |               |              | Partit Socialista del País Valencià - PSOE | 7 juny 1983     | 2 juliol 1987     | I     | [ 4 ]             |
| 1   | Antonio García           | 2 juliol 1987 | 18 juny 1991 | Partit Socialista del País Valencià - PSOE | II              | [ 4 ]             |       |                   |
| 1   | Antonio García           | 18 juny 1991  | 20 juny 1995 | Partit Socialista del País Valencià - PSOE | III             | [ 4 ]             |       |                   |
| 2   | Vicent González          |               |              | Unió Valenciana                            | 20 juny 1995    | 24 febrer 1996    | IV    | [ 4 ]             |
| 3   | Hèctor Villalba          |               |              | Unió Valenciana                            | 12 febrer 1997  | 9 juliol 1999     | IV    | [ 4 ]             |
| 4   | Marcela Miró             |               |              | Partit Popular de la Comunitat Valenciana  | 9 juliol 1999   | 12 juny 2003      | V     | [ 4 ]             |
| 5   | Julio de España          |               |              | Partit Popular de la Comunitat Valenciana  | 12 juny 2003    | 14 juny 2007      | VI    | [ 4 ]             |
| 6   | María Milagrosa Martínez |               |              | Partit Popular de la Comunitat Valenciana  | 28 juny 2007    | 9 juny 2011       | VII   | [ 4 ]             |
| 7   | Juan Cotino              |               |              | Partit Popular de la Comunitat Valenciana  | 9 juny 2011     | 13 octubre 2014   | VIII  | [ 4 ]             |
| 8   | Alejandro Font de Mora   |               |              | Partit Popular de la Comunitat Valenciana  | 15 octubre 2014 | 11 juny 2015      | VIII  | [ 4 ]             |
| 9   | Francesc Colomer         |               |              | Partit Socialista del País Valencià - PSOE | 24 juny 2015    | 2 juliol 2015     | IX    | [ 4 ]             |
| 10  | Enric Morera             |               |              | Compromís                                  | 3 juliol 2015   | 16 maig 2019      | IX    | [ 4 ] [ 5 ] [ 6 ] |
| 10  | Enric Morera             | 16 maig 2019  | 26 juny 2023 | Compromís                                  | X               | [ 7 ] [ 8 ] [ 9 ] |       |                   |
| 11  | Llanos Massó             |               |              | Vox                                        | 26 juny 2023    |                   | XI    |                   |